# Julien Levy
Julien Levy (New York, 22 gennaio 1906 – New Haven, 10 febbraio 1981) è stato un mercante d'arte e docente statunitense.
Come gallerista fondò la galleria omonima a New York, che negli anni trenta e quaranta del Novecento aprì le porte al surrealismo, agli artisti d'avanguardia e alla fotografia contemporanea negli Stati Uniti.

## Biografia
Figlio di Isabelle Isaacs e di Edgar A. Levy, Julien studiò amministrazione museale a Harvard con Paul J. Sachs, ma si ritirò dagli studi senza condurli a termine per recarsi in nave a Parigi, dove fece amicizia con Man Ray, Marcel Duchamp e Berenice Abbott. Grazie a quest'ultima venne in possesso di parte dell’archivio personale di Eugène Atget. A Parigi conobbe anche la futura prima moglie, Joella Haweis, figlia dell’artista e scrittrice Mina Loy, con cui ebbe tre figli; in seguito Levy si sposò altre due volte: con Muriel Streeter e poi con Jean Farley.
Tornato a New York, Levy lavorò per breve tempo presso la galleria Weyhe prima di inaugurare nel 1931 la propria galleria, sita al 602 di Madison Avenue. Concentrandosi inizialmente sulla fotografia, espose i lavori più importanti di Man Ray, presentò Henri Cartier-Bresson al pubblico statunitense e lanciò molti artisti europei e americani, fra cui Alfred Stieglitz e Waker Evans.
Il 29 gennaio 1932 inaugurò una mostra surrealista che contribuì alla prima diffusione del surrealismo parigino a New York, con le opere di Pablo Picasso, Max Ernst, Joseph Cornell, Marcel Duchamp e La persistenza della memoria di Salvador Dalí, dipinto che Levy aveva acquistato. Anche il film Un chien andalou - Un cane andaluso venne proiettato per la prima volta negli Stati Uniti nella galleria Levy. Nel 1933 ebbe luogo la prima esposizione della fotografa Lee Miller e nel 1934 vennero mostrate le sculture di Alberto Giacometti.
Nel 1937 la galleria venne trasferita al 15 della East 57th Street, dove Levy espose la prima mostra personale di Frida Kahlo, dal 1° al 15 novembre 1938. Dal 1943 al 1949 la galleria si trovava al n. 42 della stessa strada. Nel 1945 Arshile Gorky vi tenne la sua prima mostra personale, successiva all'esposizione dei lavori di Dorothea Tanning, allestita nel 1944.
Una volta chiusa la galleria, Levy insegnò presso il Sarah Lawrence College e la State University of New York at Purchase. Fu autore di varie monografie, fra cui Memoir of an Art Gallery e Surrealism.
In occasione della morte, avvenuta nel febbraio del 1981, il New York Times rese omaggio a Levy quale scopritore di talenti. Nel 2006, per celebrarne il centenario della nascita, il Philadelphia Museum of Art organizzò una retrospettiva dei fotografi che avevano esposto presso la sua galleria.